# Rio della Fava
Le rio della Fava (de la Fava en vénitien ; canal de la fève) est un canal de Venise, délimitant les sestieres de Castello et de San Marco. 

## Toponymie
Le nom Fava (haricot) provient soit :
- de la famille Fava de Ferrare, habitant cette paroisse au XIVe siècle ;
- d'un magasin de fèves, établi près du pont éponyme.

## Description
Le rio de la Fava a une longueur d'environ 180 mètres. Il prolonge le rio de San Zulian vers le nord pour se prolonger dans le rio de San Lio à partir de l'intersection avec le rio del Piombo et du rio del Fontego dei Tedeschi.

## Situation
Ce rio longe :
- le campo de S.M. della Fava ;
- le palais Giustinian Faccanon.

## Ponts
Ce rio est traversé par deux ponts, du sud au nord.

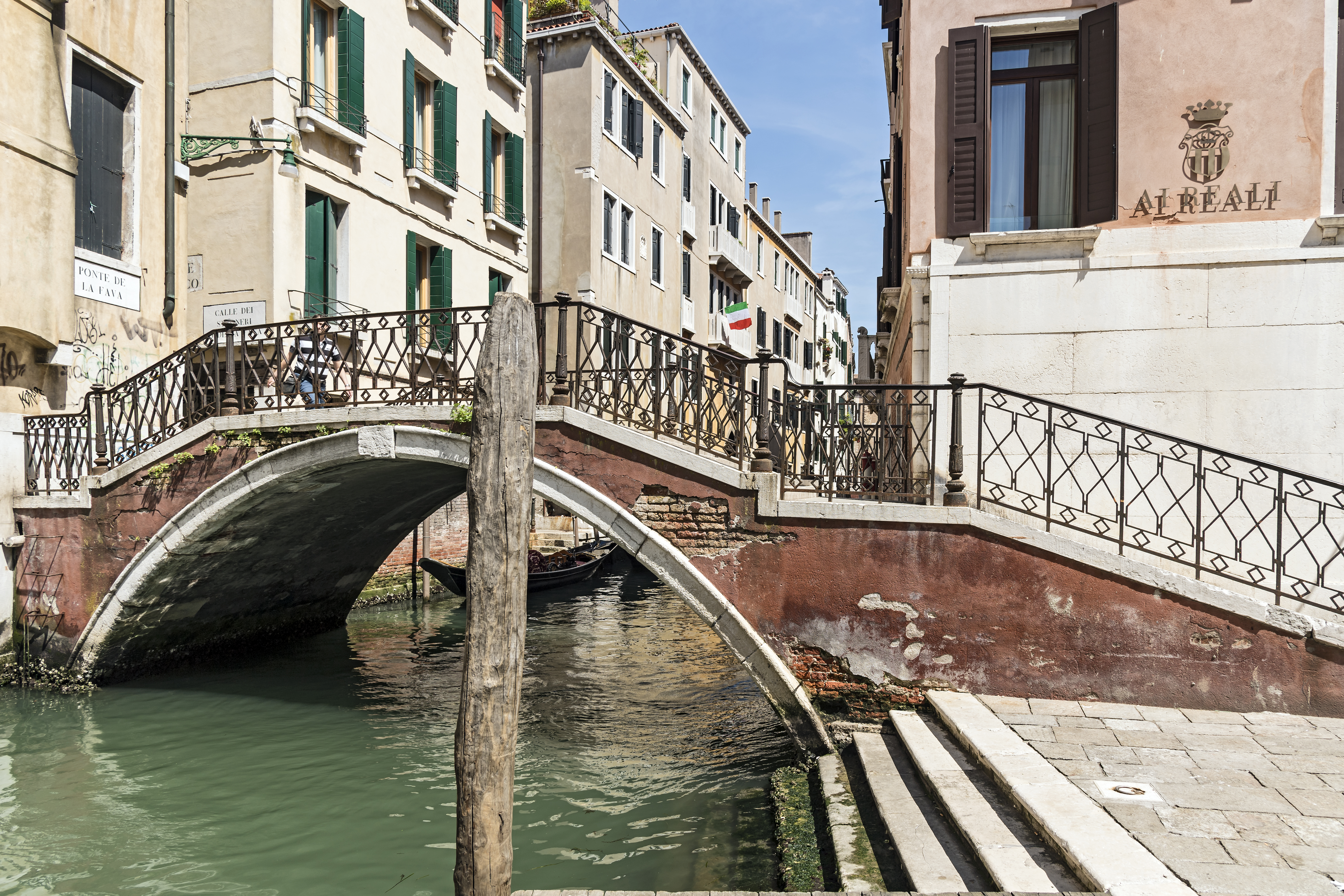
Ponte de la Fava reliant campo de l'église éponyme et Calle dei Stagneri
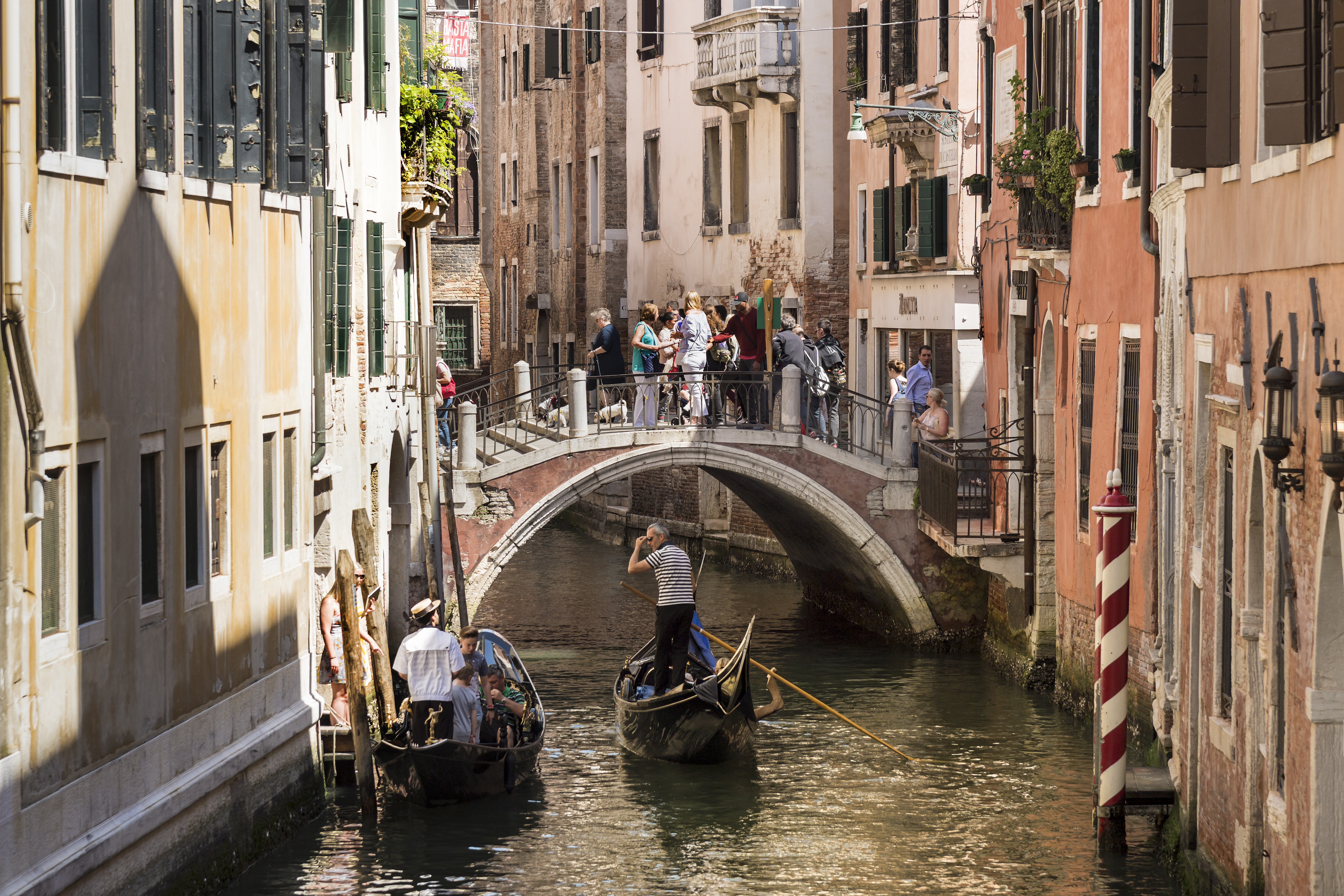
Ponte Sant'Antonio reliant 'calle éponyme et Calle de la Bissa